# Vilhelm Bjerknes
Vilhelm Friman Koren Bjerknes (Oslo, 14 de março de 1862 — Oslo, 9 de abril de 1951) foi um físico e meteorologista norueguês. É conhecido por seus trabalhos práticos sobre previsão do tempo.

## Vida e carreira
Iniciou a estudar dinâmica dos fluidos, auxiliado por seu pai, o matemático Carl Anton Bjerknes. Em 1890 tornou-se assistente de Heinrich Hertz, contribuindo substancialmente no trabalho deste sobre ressonância eletromagnética.
Em 1895 tornou-se professor de mecânica aplicada e física matemática na Universidade de Estocolmo, onde elucidou a interação fundamental entre dinâmica dos fluidos e termodinâmica. Sua maior contribuição foram as equações primitivas atmosféricas, usadas em modelos climáticos. Foi este trabalho que inspirou Vagn Walfrid Ekman e Carl-Gustaf Rossby a aplicá-lo a movimentos de larga escala para os oceanos e a atmosfera terrestre, possibilitando a moderna previsão do tempo. Bjerknes anteviu suas possíveis aplicações já em 1904.
Em 1907 retornou para a Universidade de Oslo, antes de ser professor de geofísica na Universidade de Leipzig, em 1912. Fundou em 1917 o Bergen Geophysical Institute, onde escreveu seu livro On the Dynamics of the Circular Vortex with Applications to the Atmosphere and to Atmospheric Vortex and Wave Motion (1921) e fundou a Escola de meteorologia de Bergen. De 1926 até aposentar-se em 1932 trabalhou na Universidade de Oslo, onde faleceu em consequência de um ataque cardíaco.
Em 1905 foi eleito membro da Academia Real das Ciências da Suécia.
Seu filho foi o meteorologista Jacob Bjerknes (1897-1975).
A cratera lunar Bjerknes e uma cratera em Marte foram batizados em sua homenagem.

## Publicações selecionadas
- Die Meteorologie als exakte Wissenschaft, Vieweg 1913
- com Theodor Hesselberg, J. W. Sandström, O. Devik: Dynamische Meteorologie und Hydrographie,
  - Vol. 1 com Sandström: Statik der Atmosphäre und der Hydrosphäre, Vieweg 1912
  - Vol. 2 com Th. Hesselberg, O. Devik: Kinematik der Atmosphäre und der Hydrosphäre, Braunschweig, Vieweg 1913
- C. A. Bjerknes. Sein Leben und seine Arbeit, 1933